# Cupa Moldovei 2010-2011
La Cupa Moldovei 2010-2011 è stata la 20ª edizione del torneo. La coppa è iniziata il 14 settembre 2010 e terminerà nel maggio 2011. Lo Sheriff Tiraspol è il detentore del trofeo.

## Primo turno preliminare
Le partite si sono giocate il 14 settembre 2010. In questo turno partecipano le squadre di Divizia A e Divizia B.
| Squadra 1   | Risultato | Squadra 2        |
| ----------- | --------- | ---------------- |
| Viișoara    | 2 – 1     | FC Olimp         |
| Flăcara     | 2 – 5     | Mipan-Voran      |
| Dava        | 1 – 5     | Ursidos          |
| Drochia     | 0 – 1     | Locomotiva       |
| Orhei Star  | 2 – 3     | Lilcora          |
| Izvoraș-67  | 3 – 0     | FC Dinamo-Auto   |
| Trachia     | 1 – 4     | FC Speranța      |
| Alifomix    | 0 – 3     | CSCA-Buiucani    |
| Saxan       | 2 – 3     | Cahul-2005       |
| FC Victoria | 2 – 3     | Intersport-Aroma |

## Secondo turno preliminare
Le partite si sono giocate il 22 settembre 2010. Alle vincitrici del turno precedente si aggiungono 6 squadre della Divizia Națională
| Squadra 1        | Risultato | Squadra 2           |
| ---------------- | --------- | ------------------- |
| Viișoara         | 0 – 6     | FC Costuleni        |
| Mipan-Voran      | 0 – 5     | FC Tiraspol         |
| Ursidos          | 2 – 0     | Dinamo Bender       |
| Locomotiva       | 0 – 1     | Lilcora             |
| Izvoraș-67       | 4 – 1     | FC Speranța         |
| CSCA-Buiucani    | 0 – 3     | FC Sfîntul Gheorghe |
| Cahul 2005       | 5 – 4 dr  | CF Găgăuzia         |
| Intersport-Aroma | 0 – 2     | Nistru Otaci        |

## Ottavi di finale
Le partite si sono giocate il 27 ottobre 2010. Entrano nel tabellone le principali squadre del massimo campionato.
| Squadra 1        | Risultato | Squadra 2           |
| ---------------- | --------- | ------------------- |
| Sheriff Tiraspol | 3 – 0     | Costuleni           |
| Tiraspol         | 5 – 4 dr  | Milsami Orhei       |
| FC Ursidos       | 0 – 1     | Iskra-Stal          |
| RS Lilcora       | 0 – 3     | CSCA-Rapid Chișinău |
| Izvoraș-67       | 0 – 4     | Academia Chișinău   |
| Zarea Bălți      | 1 – 0     | Sfîntul Gheorghe    |
| Cahul 2005       | 9 – 8 dr  | Zimbru Chișinău     |
| Nistru Otaci     | 1 – 4     | Dacia Chișinău      |

## Quarti di finale
Il turno si svolge con partite di andata (10 novembre 2010) e ritorno (24 novembre 2010).
| Squadra 1           | Totale | Squadra 2         | Andata | Ritorno |
| ------------------- | ------ | ----------------- | ------ | ------- |
| CSCA-Rapid Chișinău | 1 - 3  | Iskra-Stal        | 1 - 1  | 0 - 2   |
| Tiraspol            | 2 - 5  | Sheriff Tiraspol  | 2 - 3  | 0 - 2   |
| Zarea Bălți         | 3 - 0  | Academia Chișinău | 2 - 0  | 1 - 0   |
| Cahul 2005          | 0 - 7  | Dacia Chișinău    | 0 - 0  | 0 - 7   |

## Semifinale
Il turno di andata si è svolto il 19 aprile 2011 e quello di ritorno il 3 maggio 2011.
| Squadra 1        | Totale | Squadra 2   | Andata | Ritorno |
| ---------------- | ------ | ----------- | ------ | ------- |
| Dacia Chișinău   | 1 - 3  | Zarea Bălți | 0 - 1  | 1 - 2   |
| Sheriff Tiraspol | 1 - 3  | Iskra-Stal  | 1 - 0  | 0 - 3   |

## Finale
La finale venne disputata il 26 maggio 2011.
| Arbitro: | Victor Gheciu |

|                                            |           |                         |
| Oleksandr Suchu 11’ Evgheni Gorodețchi 25’ | Marcatori | 22’ Gheorghe Ovseanicov |